# Tàu điện ngầm Busan tuyến 2
Tàu điện ngầm Busan tuyến 2 (2호선) là một tuyến của Tàu điện ngầm Busan đi qua từ bờ Đông sang Tây thành phố Busan, Hàn Quốc, chạy dọc theo Haeundae và Gwanganli, sau đó theo hướng Bắc đến Yangsan. Độ dài tuyến là 45,2 km (28,1 mi) với 43 nhà ga. Tuyến sử dụng tàu có 6 toa.
Một chuyến tàu đi trên toàn tuyến mất khoảng 1 giờ 24 phút.

## Lịch sử
Kế hoạch xây dựng tuyến này bắt đầu vào năm 1987, và ý tưởng đã được hoàn thành vào năm 1991. Năm 2001, kế hoạch ban đầu có hơn 3 nhà ga đến Ga Yangsan khi họ đang xây dựng giai đoạn 3 của tuyến, nhưng cư dân thành phố Yangsan yêu cầu một tuyến khác đi đến thành phố của họ, ý tưởng đã bị bác bỏ và được thay thế bằng một tuyến đường sắt hạng nhẹ đang được phê duyệt.
Một kế hoạch khác là thêm bốn trạm kéo dài đến Ga Jangsan (201), nhưng đã bị bác bỏ do vấn đề kinh phí. Hiện tại, ý tưởng mở rộng được tái hồi sinh, nhưng một ý tưởng khác là thêm một đường ray khác (dự kiến sẽ là một đường sắt hạng nhẹ) từ Ga Jangsan đến thành phố Ulsan.

### 1990
- 28 tháng 11 năm 1991: Xây dựng đoạn thứ nhất từ Ga Seomyeon (219) đến Ga Hopo (239).
- 27 tháng 10 năm 1994: Xây dựng đoạn thứ hai từ Ga Jangsan (201) đến Ga Seomyeon (219).
- 30 tháng 6 năm 1999: Mở cửa dịch vụ đoạn thứ nhất từ Ga Seomyeon (219) đến Ga Hopo (239).

### 2000
- 8 tháng 8 năm 2001: Mở cửa dịch vụ đoạn thứ hai từ Ga Geumnyeonsan (210) đến Ga Seomyeon (219).
- Tháng 12 2001: Xây dựng đoạn thứ ba từ Ga Hopo (239) đến Ga Yangsan (243).
- 16 tháng 1 năm 2002: Mở cửa dịch vụ đoạn thứ hai từ Ga Gwangan (210) đến Ga Gwangan (211).
- 29 tháng 8 năm 2002: Mở cửa dịch vụ đoạn thứ hai từ Ga Jangsan (201) đến Ga Gwangan (210).
- 10 tháng 1 năm 2008: Mở cửa dịch vụ đoạn thứ ba từ Ga Hopo (239), Ga Namyangsan (242), và Ga Yangsan (243).
- 1 tháng 10 năm 2009: Mở cửa dịch vụ đoạn thứ ba từ Ga đại học quốc gia Pusan cơ sở Yangsan (241).

### 2010
- 4 tháng 11 năm 2014: Ga Munjeon (217) được đổi tên thành Ga trung tâm tài chính quốc tế Busan–ngân hàng Busan (217).
- 24 tháng 9 năm 2015: Kế hoạch giai đoạn 3 trong đó mở của ga Jeungsan (240).

## Bản đồ tuyến
|  |

|  |  |  |

|  |  |  |

|  |  |  |

|  |  |  |

|  |  |  |

|  |  |  |  |  |

|  |  |  |  |  |

|  |  |  |  |  |

|  |  |  |  |  |

|  |  |  |  |  |

|  |  |  |  |  |

|  |  |  |  |  |

|  |  |  |  |  |

|  |  |  |  |  |

|  |  |  |  |  |

|  |  |  |  |  |

|  |  |  |

|  |  |  |

|  |  |  |

|  |  |  |

|  |  |  |

|  |  |  |

|  |  |  |

|  |  |  |

|  |  |  |

|  |  |  |

|  |  |  |

|  |  |  |

|  |  |  |

|  |

|  |  |  |

|  |  |  |

|  |

|  |

|  |

|  |

|  |

|  |

|  |

|  |

|  |

|  |

|  |  |  |

|  |

|  |  |  |

|  |

|  |  |  |

|  |

|  |

|  |

|  |

|  |

|  |

|  |  |  |

|  |  |  |

|  |  |  |

|  |  |  |

|  |  |  |

|  |  |  |  |  |

|  |  |  |  |  |

|  |  |  |  |  |

|  |  |  |  |  |

|  |  |  |  |  |

|  |  |  |  |  |

|  |  |  |  |  |

|  |  |  |  |  |

|  |  |  |  |  |

|  |  |  |  |  |

|  |  |  |  |  |

|  |  |  |

|  |  |  |

|  |  |  |

|  |  |  |

|  |  |  |

|  |  |  |

|  |  |  |

|  |  |  |

|  |  |  |

|  |  |  |

|  |  |  |

|  |  |  |

|  |  |  |

|  |

|  |  |  |

|  |  |  |

|  |

|  |

|  |

|  |

|  |

|  |

|  |

|  |

|  |

|  |

|  |  |  |

|  |

|  |  |  |

|  |

|  |  |  |

|  |

|  |

|  |

|  |

|  |

## Danh sách nhà ga
| Số ga | Tên ga                                                                                           | Tên ga                                               | Tên ga                    | Tên ga                        | Chuyển tuyến   | Khoảng cách | Tổng khoảng cách | Vị trí           | Vị trí      |
| Số ga | Tiếng Anh                                                                                        | Hangul                                               | Hanja                     | Tiếng Nhật                    | Chuyển tuyến   | Khoảng cách | Tổng khoảng cách | Vị trí           | Vị trí      |
| ----- | ------------------------------------------------------------------------------------------------ | ---------------------------------------------------- | ------------------------- | ----------------------------- | -------------- | ----------- | ---------------- | ---------------- | ----------- |
| 201   | Jangsan (Bệnh viện Haeundae Paik)                                                                | 장산 (해운대백병원)                                  | 苌山                      | 萇山                          |                | ---         | 0.0              | Busan            | Haeundae-gu |
| 202   | Jung-dong                                                                                        | 중동                                                 | 中洞                      | 中洞                          |                | 0.9         | 0.9              | Busan            | Haeundae-gu |
| 203   | Haeundae (Bệnh viện Haeundae Bumin)                                                              | 해운대 (해운대부민병원)                              | 海云台                    | 海雲台                        |                | 0.9         | 1.8              | Busan            | Haeundae-gu |
| 204   | Dongbaek                                                                                         | 동백                                                 | 冬柏                      | 冬柏                          |                | 1.2         | 3.0              | Busan            | Haeundae-gu |
| 205   | BEXCO (Bảo tàng nghệ thuật thành phố)                                                            | 벡스코 (시립미술관)                                  |                           | ペクスコ                      | (K118)         | 1.1         | 4.1              | Busan            | Haeundae-gu |
| 206   | Centum City (BEXCO·Công ty Luật Daeryun)                                                         | 센텀시티 (벡스코·법무법인 대륜)                      |                           | センタムシティ                |                | 0.8         | 4.9              | Busan            | Haeundae-gu |
| 207   | Millak                                                                                           | 민락                                                 | 民乐                      | 民樂                          |                | 1.0         | 5.9              | Busan            | Suyeong-gu  |
| 208   | Suyeong                                                                                          | 수영                                                 | 水营                      | 水営                          | (301)          | 0.9         | 6.8              | Busan            | Suyeong-gu  |
| 209   | Gwangan (Bệnh viện Park Won-wook)                                                                | 광안 (박원욱병원)                                    | 广安                      | 広安                          |                | 0.9         | 7.7              | Busan            | Suyeong-gu  |
| 210   | Geumnyeonsan                                                                                     | 금련산 (좋은강안병원)                                | 金莲山                    | 金蓮山                        |                | 0.9         | 8.6              | Busan            | Suyeong-gu  |
| 211   | Namcheon (KBS·Văn phòng Suyeong-gu)                                                              | 남천 (KBS·수영구청)                                  | 南川                      | 南川                          |                | 0.9         | 9.5              | Busan            | Suyeong-gu  |
| 212   | Đại học Kyungsung – Đại học Quốc gia Pukyong (Đại học Tongmyung)                                 | 경성대·부경대 (동명대학교)                           | 庆星大学·釜庆大学         | 慶星大学·釜慶大学             |                | 0.8         | 10.3             | Busan            | Nam-gu      |
| 213   | Daeyeon (Bệnh viện Hàn Quốc Busan)                                                               | 대연 (고려병원)                                      | 大渊                      | 大淵                          |                | 0.9         | 11.2             | Busan            | Nam-gu      |
| 214   | Motgol (Văn phòng Nam-gu)                                                                        | 못골 (남구청)                                        | 池谷                      | モッコル                      |                | 0.7         | 11.9             | Busan            | Nam-gu      |
| 215   | Jigegol                                                                                          | 지게골                                               | 支架谷                    | チゲゴル                      |                | 0.9         | 12.8             | Busan            | Nam-gu      |
| 216   | Munhyeon                                                                                         | 문현                                                 | 门岘                      | 門峴                          |                | 0.8         | 13.6             | Busan            | Nam-gu      |
| 217   | Trung tâm tài chính Quốc tế Busan · Ngân hàng Busan (Busan Int'l Finance Center·Ngân hàng Busan) | 국제금융센터·부산은행 (부산미래IFC의원 부설검진센터) | 釜山国际金融中心·釜山银行 | 釜山国際金融センター·釜山銀行 |                | 0.8         | 14.4             | Busan            | Nam-gu      |
| 218   | Jeonpo                                                                                           | 전포                                                 | 田浦                      | 田浦                          |                | 0.8         | 15.2             | Busan            | Busanjin-gu |
| 219   | Seomyeon                                                                                         | 서면                                                 | 西面                      | 西面                          | (119)          | 1.1         | 16.3             | Busan            | Busanjin-gu |
| 220   | Buam (Bệnh viên Đa khoa On)                                                                      | 부암 (온종합병원)                                    | 釜岩                      | 釜岩                          |                | 0.8         | 17.1             | Busan            | Busanjin-gu |
| 221   | Gaya                                                                                             | 가야                                                 | 伽倻                      | 伽倻                          |                | 0.7         | 17.8             | Busan            | Busanjin-gu |
| 222   | Đại học Dong-eui                                                                                 | 동의대                                               | 东义大学                  | 東義大学                      |                | 0.9         | 18.7             | Busan            | Busanjin-gu |
| 223   | Gaegeum (Đại học Inje Bệnh viện Busan Paik)                                                      | 개금 (인제대학교 부산백병원)                         | 开琴                      | 開琴                          |                | 1.1         | 19.8             | Busan            | Busanjin-gu |
| 224   | Naengjeong                                                                                       | 냉정                                                 | 冷井                      | 冷井                          |                | 0.8         | 20.6             | Busan            | Sasang-gu   |
| 225   | Jurye                                                                                            | 주례                                                 | 周礼                      | 周礼                          |                | 0.9         | 21.5             | Busan            | Sasang-gu   |
| 226   | Gamjeon (Văn phòng Sasang-gu·Hiệp hội quản lý y tế Hàn Quốc)                                     | 감전 (사상구청)                                      | 甘田                      | 甘田                          |                | 1.2         | 22.7             | Busan            | Sasang-gu   |
| 227   | Sasang (Bến xe phía Tây)                                                                         | 사상 (서부터미널)                                    | 沙上                      | 沙上                          | (1)            | 1.1         | 23.8             | Busan            | Sasang-gu   |
| 228   | Deokpo                                                                                           | 덕포                                                 | 德浦                      | 徳浦                          |                | 1.2         | 25.0             | Busan            | Sasang-gu   |
| 229   | Modeok                                                                                           | 모덕                                                 | 毛德                      | 毛徳                          |                | 1.0         | 25.8             | Busan            | Sasang-gu   |
| 230   | Mora                                                                                             | 모라                                                 | 毛罗                      | 毛羅                          |                | 1.0         | 26.8             | Busan            | Sasang-gu   |
| 231   | Gunam                                                                                            | 구남                                                 | 龟南                      | 亀南                          |                | 1.1         | 27.9             | Busan            | Buk-gu      |
| 232   | Gumyeong                                                                                         | 구명                                                 | 龟明                      | 亀明                          |                | 0.7         | 28.6             | Busan            | Buk-gu      |
| 233   | Deokcheon                                                                                        | 덕천                                                 | 德川                      | 徳川                          | (313)          | 1.2         | 29.8             | Busan            | Buk-gu      |
| 234   | Sujeong (Đại học Mở Quốc gia Hàn Quốc)                                                           | 수정 (방송통신대)                                    | 水亭                      | 水亭                          |                | 1.5         | 31.3             | Busan            | Buk-gu      |
| 235   | Hwamyeong (The First Dermatologic Clinic)                                                        | 화명 (더퍼스트 피부과)                               | 华明                      | 華明                          | Tuyến Gyeongbu | 1.5         | 32.8             | Busan            | Buk-gu      |
| 236   | Yulli                                                                                            | 율리                                                 | 栗里                      | 栗里                          |                | 1.2         | 34.0             | Busan            | Buk-gu      |
| 237   | Dongwon                                                                                          | 동원                                                 | 东院                      | 東院                          |                | 1.5         | 35.5             | Busan            | Buk-gu      |
| 238   | Geumgok                                                                                          | 금곡                                                 | 金谷                      | 金谷                          |                | 1.0         | 36.5             | Busan            | Buk-gu      |
| 239   | Hopo                                                                                             | 호포                                                 | 湖浦                      | 湖浦                          |                | 1.5         | 38.0             | Gyeongsangnam-do | Yangsan-si  |
| 240   | Jeungsan                                                                                         | 증산                                                 | 甑山                      | 甑山                          |                | 3.5         | 41.5             | Gyeongsangnam-do | Yangsan-si  |
| 241   | Đại học Quốc gia Pusan cơ sở Yangsan                                                             | 부산대양산캠퍼스                                     | 釜山大学梁山分校          | 釜山大学梁山キャンパス        |                | 1.0         | 42.5             | Gyeongsangnam-do | Yangsan-si  |
| 242   | Namyangsan (Beomeo)                                                                              | 남양산 (범어)                                        | 南梁山                    | 南梁山                        |                | 1.1         | 43.6             | Gyeongsangnam-do | Yangsan-si  |
| 243   | Yangsan (Tòa thị chính)                                                                          | 양산 (시청)                                          | 梁山                      | 梁山                          |                | 1.6         | 45.2             | Gyeongsangnam-do | Yangsan-si  |

## Liên kết
- Trang chủ tổng công ty vận chuyển Busan